# Phước Hưng, Tuy Phước
Phước Hưng là một xã thuộc huyện Tuy Phước, tỉnh Bình Định, Việt Nam.
Xã Phước Hưng có diện tích 10,24 km², dân số năm 1999 là 13009 người, mật độ dân số đạt 1270 người/km².

## Hành chính
Xã Phước Hưng được chia thành 7 thôn: Biểu Chánh, Quảng Nghiệp, Nho Lâm, Háo Lễ, An Cửu, Tân Hội, Lương Lộc.

## Lịch sử
Ngày 24 tháng 8 năm 1981, Hội đồng Bộ trưởng ban hành quyết định số 41-HĐBT về việc chuyển xã Phước Hưng thuộc huyện Phước Vân về huyện Tuy Phước mới tái lập quản lý.